# Kurtley Beale
Kurtley James Beale (Blacktown, 6 de enero de 1989) es un jugador australiano de rugby que se desempeña como centro. Normalmente es un jugador titular de los Wallabies.
En 2015 Beale y los wallabies se proclaman campeones de Rugby Championship 2015 al derrotar a los All Blacks por 27-19 en el Estadio ANZ de Sídney